# 8 ق هـ
8 ق هـ هي السنة الثامنة السابقة للهجرة النبوية، وهي توافق ما بين سنتي 613 و614 حسب التقويم الميلادي، أي أنها بدأت في سنة 612م وانتهت في سنة 613م.

## أحداث
هجرة المسلمين الأولى إلى الحبشة في رجب في السنة الخامسة من البعثة النبوية، حيث هاجر من المسلمين فيها اثنا عشر رجلا، وأربع نسوة، منهم عثمان بن عفان ، وهو أول من خرج ومعه زوجته رقية بنت رسول الله محمد ﷺ